# Naturschutzgebiet Stomoplo

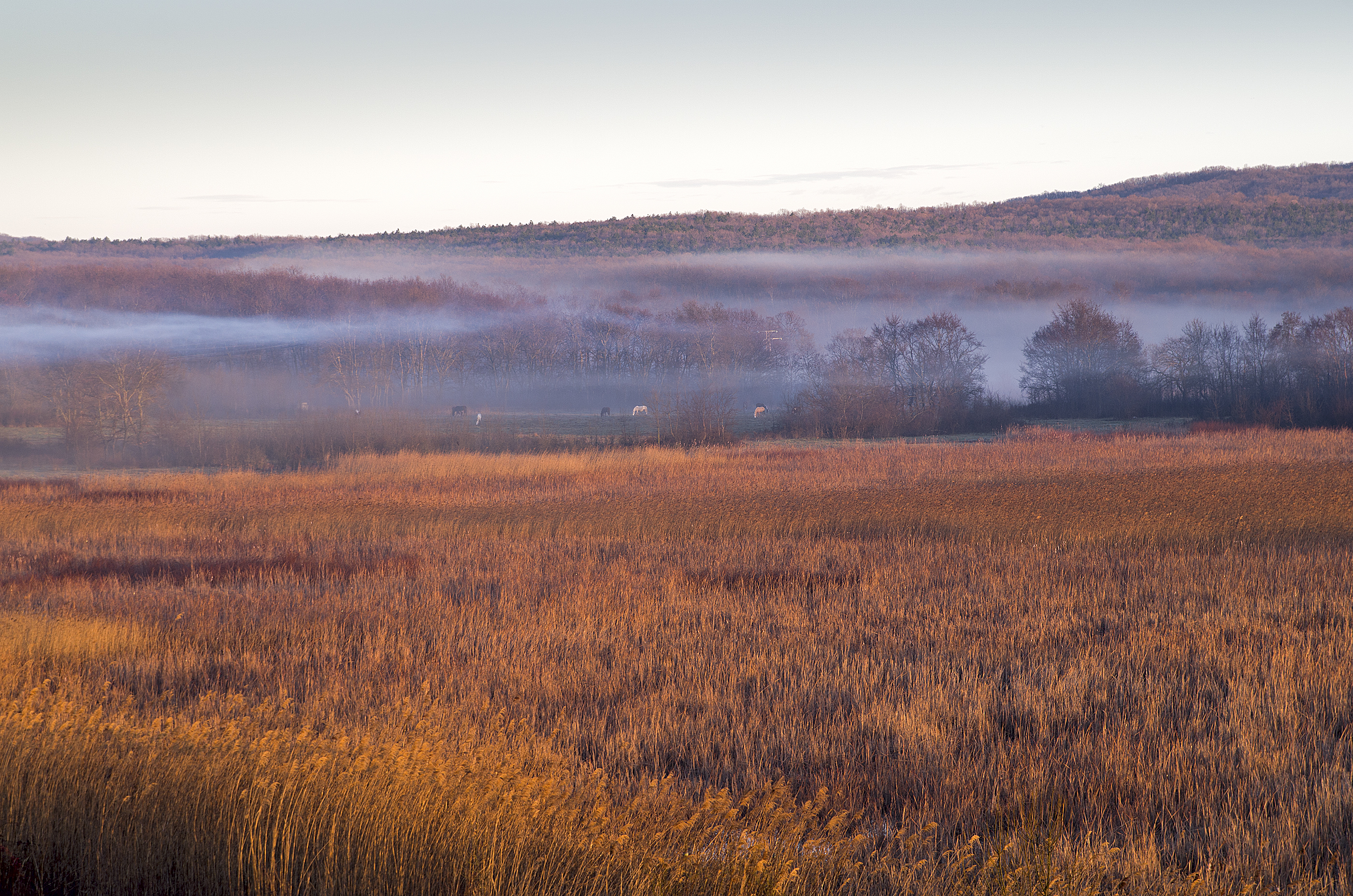

Das Naturschutzgebiet Stamoplo (bulgarisch Стомопло) umfasst die gleichnamige See-Lagune und ihr Umland (Marschgebiet) sowie die Sanddünen an der bulgarischen Schwarzmeerküste. Es befindet sich unmittelbar nördlich von Primorsko, ca. 18 km südlich von Sosopol. Das Naturschutzgebiet ist Teil des Reservats Ropotamo. Der See hat eine Fläche von 0,6 km².